# Бетім (футбольний клуб)
«Бетім» (порт. Betim) — бразильський футбольний клуб, який базується в місті Бетім, штат Мінас-Жерайс. Заснований в 2019 році.